# George Hepplewhite (cầu thủ bóng đá)
George Hepplewhite (5 tháng 9 năm 1919 – 1989) là một cầu thủ bóng đá, thi đấu cho Huddersfield Town, Preston North End và Bradford City. Ông sinh ra ở Edmondsley, County Durham.